# 大鳥居駅
大鳥居駅（おおとりいえき）は、東京都大田区にある、京浜急行電鉄空港線の駅である。駅所在地および西口は西糀谷三丁目、東口は羽田一丁目にある。駅名は、開業当時の駅前に立っていた穴守稲荷神社の大鳥居に由来する。駅番号はKK13。

## 歴史
- 1902年（明治35年）6月28日 - 京浜電気鉄道の穴守線（現空港線）の駅として蒲田駅（現京急蒲田駅） - 稲荷橋駅（現穴守稲荷駅）開通と同時に開業[2]。
- 1985年（昭和60年） - 地下化工事に着工[3]。
- 1988年（昭和63年）1月 - 穴守稲荷方に約160m移転[4]。
- 1993年（平成5年）3月23日 - 元の位置に再移転[5]。
- 1994年（平成6年）
  - 12月 - ホーム延伸のため構内通路撤去、下り線用仮駅舎設置[4]。
  - 12月10日 - 8両編成が運行開始[6]。
- 1997年（平成9年）11月23日 - ホームが地下化される[3][7]。当時、改札口は1か所のみだった。
- 2002年（平成14年）11月28日 - 東口改札口が開業し、従来の改札口は西口改札口となる。
- 2010年（平成22年）5月16日 - ダイヤ改正が実施され、エアポート急行の停車駅となる[8]。
- 2018年（平成30年）3月5日 - リラックマ誕生15周年・京急創立120周年を記念し5月13日まで当駅名看板がリラックマ登場キャラクター、「キイロイトリ」に因んで「大キイロイ鳥居駅」に変わる。また、京急バス停留所も大鳥居停留所から「大キイロイ鳥居停留所」に変わる。

### 駅名の由来
かつて穴守線（現空港線）の開通以前、穴守稲荷神社への参拝者は、主に羽田猟師町（現羽田の多摩川沿い）を迂回経由して向かっていたが、1899年（明治32年）に穴守稲荷神社へ直通する新道を開設することになり、その入り口に指道標として、現在ガストやカフェ・ベローチェが入っているビル前の環八通り付近に、一の大鳥居を建立したことに由来する。
この大鳥居は現存しないが、いつまであったかは定かではなく、関東大震災の際に倒壊した、環八通り工事の際に撤去された、トラックが衝突して倒壊したなどの説がある。なお、駅構内にある駅名の由来を書いたレリーフに描かれている大鳥居は、旧穴守駅前にあった大鳥居（現・天空橋駅近くにある穴守稲荷神社旧一の大鳥居）であり、大鳥居駅前にあった鳥居ではない。

## 駅構造
8両編成対応の相対式ホーム2面2線を有する地下駅である。ホームは西北西から東南東に向けて延びている。駅舎・改札は西口および東口が独立して地上に設置されており、両ホームとそれぞれの改札は階段およびエスカレーターで連絡している。2010年12月には西口コンコースとホームを連絡するエレベーターが設置された。

### のりば
| 番線 | 路線   | 方向 | 行先                |
| ---- | ------ | ---- | ------------------- |
| 1    | 空港線 | 下り | 羽田空港方面        |
| 2    | 空港線 | 上り | 品川方面 / 横浜方面 |

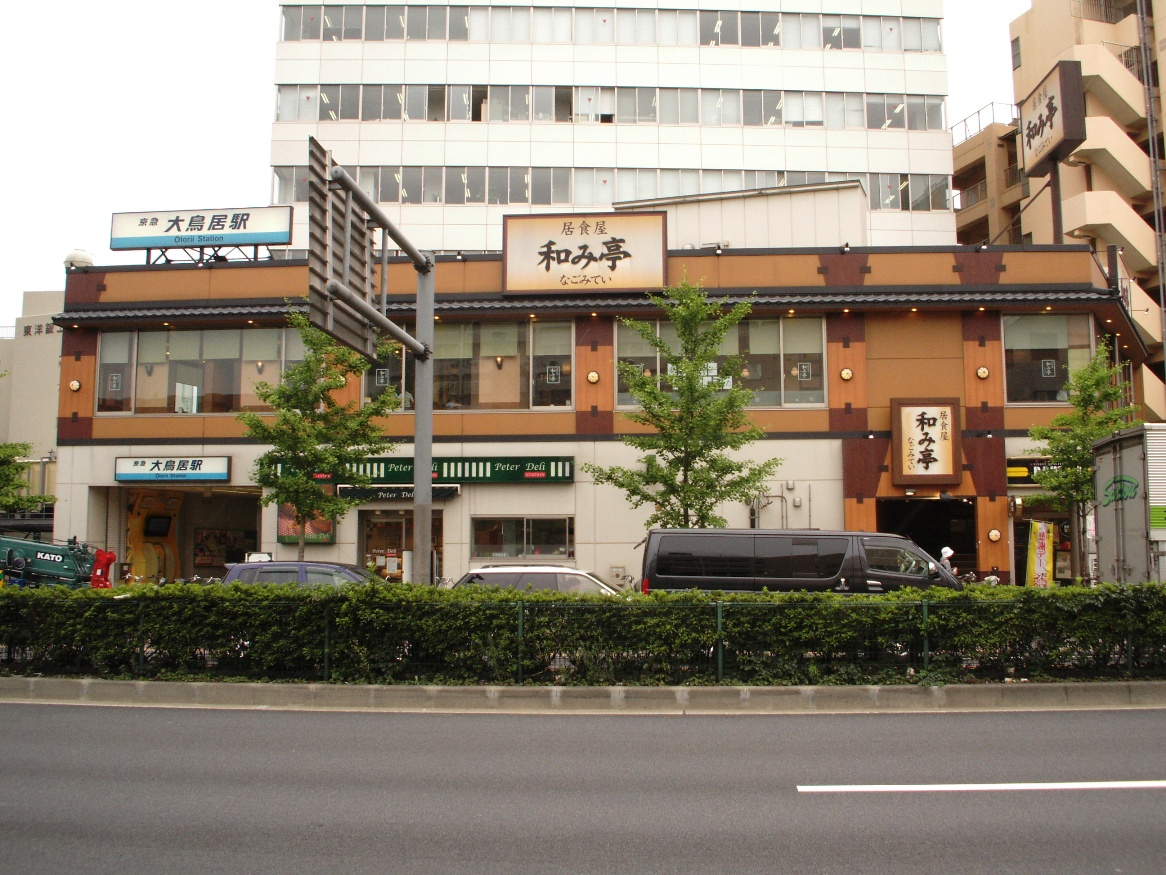
東側地上駅舎（2007年6月）
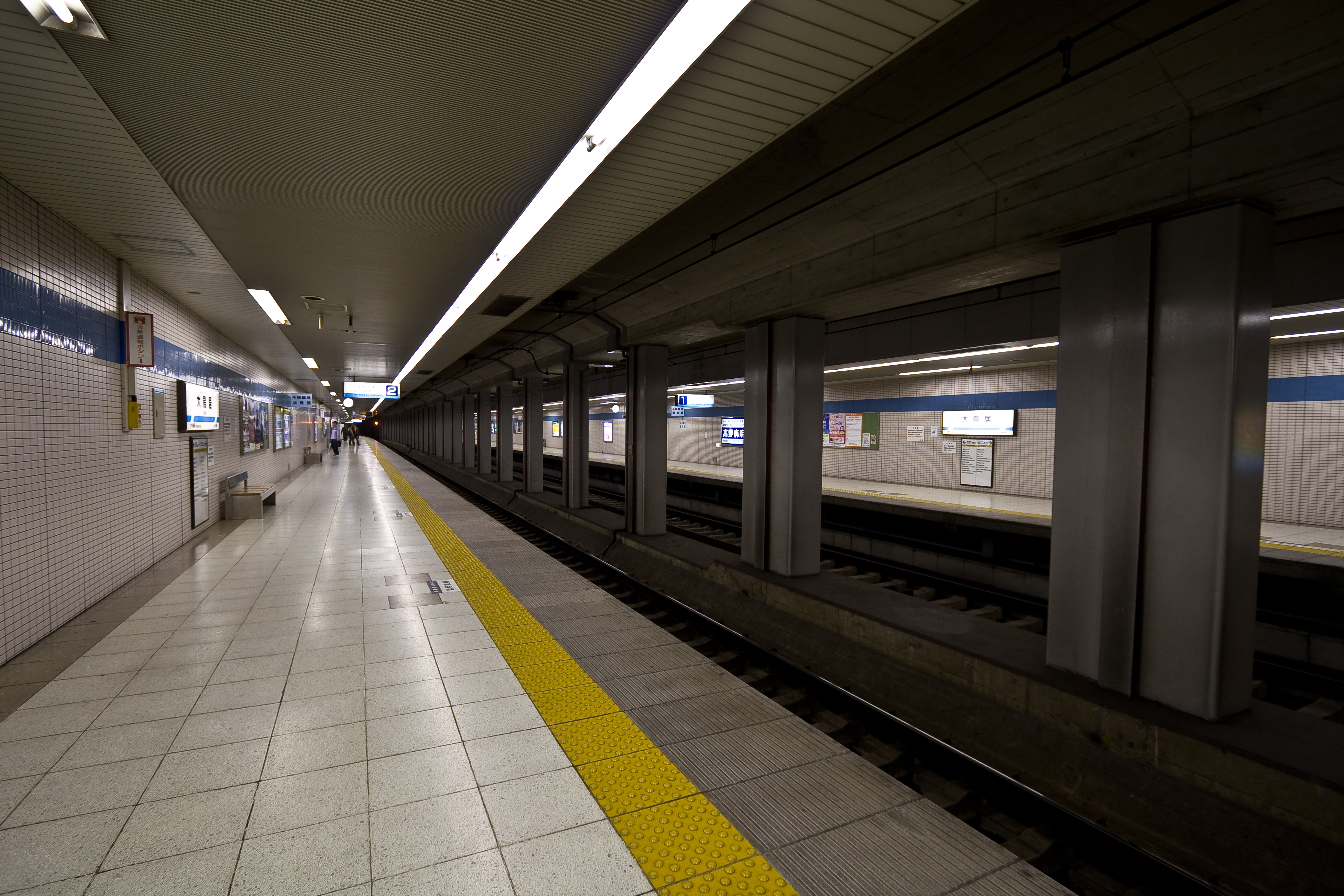
ホーム（2010年3月）

## 利用状況
2024年度の1日平均乗降人員は30,660人で、京急線全72駅中17位。
近年の1日平均乗降・乗車人員の推移は下表の通り。
| 年度               | 1日平均 乗降人員 | 1日平均 乗車人員 | 出典     |
| ------------------ | ---------------- | ---------------- | -------- |
| 1990年（平成02年） |                  | 9,660            | [ * 1 ]  |
| 1991年（平成03年） |                  | 9,484            | [ * 2 ]  |
| 1992年（平成04年） |                  | 9,337            | [ * 3 ]  |
| 1993年（平成05年） |                  | 9,937            | [ * 4 ]  |
| 1994年（平成06年） |                  | 10,499           | [ * 5 ]  |
| 1995年（平成07年） |                  | 10,571           | [ * 6 ]  |
| 1996年（平成08年） |                  | 10,603           | [ * 7 ]  |
| 1997年（平成09年） |                  | 10,405           | [ * 8 ]  |
| 1998年（平成10年） |                  | 10,441           | [ * 9 ]  |
| 1999年（平成11年） |                  | 9,984            | [ * 10 ] |
| 2000年（平成12年） |                  | 10,118           | [ * 11 ] |
| 2001年（平成13年） |                  | 10,304           | [ * 12 ] |
| 2002年（平成14年） |                  | 10,964           | [ * 13 ] |
| 2003年（平成15年） | 23,607           | 11,913           | [ * 14 ] |
| 2004年（平成16年） | 24,635           | 12,485           | [ * 15 ] |
| 2005年（平成17年） | 25,291           | 12,805           | [ * 16 ] |
| 2006年（平成18年） | 26,300           | 13,315           | [ * 17 ] |
| 2007年（平成19年） | 27,073           | 13,546           | [ * 18 ] |
| 2008年（平成20年） | 27,396           | 13,575           | [ * 19 ] |
| 2009年（平成21年） | 27,160           | 13,458           | [ * 20 ] |
| 2010年（平成22年） | 27,570           | 13,665           | [ * 21 ] |
| 2011年（平成23年） | 27,341           | 13,516           | [ * 22 ] |
| 2012年（平成24年） | 26,957           | 13,340           | [ * 23 ] |
| 2013年（平成25年） | 27,898           | 13,803           | [ * 24 ] |
| 2014年（平成26年） | 28,380           | 14,033           | [ * 25 ] |
| 2015年（平成27年） | 29,266           | 14,459           | [ * 26 ] |
| 2016年（平成28年） | 29,815           | 14,718           | [ * 27 ] |
| 2017年（平成29年） | 30,551           | 15,077           | [ * 28 ] |
| 2018年（平成30年） | 30,345           | 14,975           | [ * 29 ] |
| 2019年（令和元年） | 28,927           | 14,303           | [ * 30 ] |
| 2020年（令和02年） | 21,407           |                  |          |
| 2021年（令和03年） | 22,726           |                  |          |
| 2022年（令和04年） | 25,278           |                  |          |
| 2023年（令和05年） | 28,495           |                  |          |
| 2024年（令和06年） | 30,660           |                  |          |

## 駅周辺
環八通りと産業道路の交点（大鳥居交差点）の下に立地する。駅は交差点を斜めに横切る形で位置しており、環八通りは当駅以西では空港線の南側、以東では同じく北側を並行している。以前は大鳥居交差点は丁字路を二つ連続させた形状になっていて、交差点を横断する踏切が渋滞や交通事故の原因となっていたが、1997年に駅およびその前後の区間が地下化され、交差点も環八通りを直線化する形で通常の十字路に改良された。駅周辺にはマンションなどが増加している。
公的施設
- 大田区役所羽田特別出張所
- 大田区役所大田東地域行政センター
- 大田区立浜竹図書館
- 大田区立羽田図書館

文教施設
- 東京都立つばさ総合高等学校
- 東京都立城南職業能力開発センター大田校

金融機関
- 大田萩中三郵便局
- 大田西糀谷三郵便局
- 大田東糀谷郵便局

史跡・自然
- 萩中公園

ホテル
- 東横イン羽田空港1・2
- 変なホテル東京 羽田
- 羽田イン
- ホテルマンデー羽田空港
- メルキュール東京羽田エアポート

商業施設
- コモディイイダ 東糀谷店

法人
- ワタミグループ本社（東側地上駅舎に直結、大鳥居京急第一ビル）
- トーショー本社

交通
- 首都高速道路1号羽田線 羽田出入口

このほか、飲食店（ファミリーレストランなど）や商店が多く立地する。

### 路線バス
最寄りのバス停留所は、環八通りおよび産業道路にある大鳥居となる。以下の路線が乗り入れ、京浜急行バスによって運行されている。なお、路線の詳細は大森営業所・羽田営業所を参照。
- 森11系統：大森駅行、羽田空港第2ターミナル行（早朝・深夜のみ）
- 森21系統：大森駅行、羽田空港行、六間堀経由羽田車庫行
- 森23系統：大森駅行、羽田車庫行
- 蒲30系統：蒲田駅行、羽田空港第2ターミナル行
- 蒲31系統：蒲田駅行、羽田空港行
- 蒲32系統：蒲田駅行、羽田車庫行
- 蒲33系統：蒲田駅行、天空橋駅行
- 蒲35系統：蒲田駅行、東糀谷六丁目行
- 蒲36系統：蒲田駅行、森ヶ崎行（日ノ出通り経由）
- 蒲46系統：蒲田駅行、森ヶ崎行（萩中経由）
- 川76系統：川崎駅行、森ヶ崎行
- 蒲95系統（シャトルバス）：蒲田駅行、羽田空港行
- 番号なし：羽田車庫行、大森東五丁目行、森ヶ崎行

## その他
- 東急多摩川線を延伸する形で蒲田駅より蒲蒲線（新空港線）を当駅まで敷設し、空港線との連絡駅とする計画がある。
- セガゲームスの人気シリーズであるソニックシリーズならびにぷよぷよシリーズ発売25周年を記念して、京急とセガゲームスとのコラボレーション企画である「京急×セガ」を実施することに伴い、2016年11月14日から12月17日まで、当時存在したセガゲームス羽田オフィス（セガ羽田1号館・2号館）の最寄り駅である当駅の駅名看板にソニックシリーズとぷよぷよシリーズをデザインした装飾を施した[14]。

## 隣の駅
京浜急行電鉄
 空港線
■エアポート快特・■快特
通過
■特急・■急行・■普通
糀谷駅 (KK12) - 大鳥居駅 (KK13) - 穴守稲荷駅 (KK14)